# Asleep in the Back
Asleep in the Back – debiutancki album rockowego zespołu Elbow, wydany w 2001 r. przez V2 Records. Tytułowy utwór "Asleep in the Back" został dołączony jako bonus do późniejszych edycji płyty po tym, jak został wydany jako singiel i stał się pierwszym utworem zespołu, który znalazł się w Top 20 list przebojów. Album został wydany w czterech różnych wersjach: 12-utworowej, dwóch 11-utworowych - jedna z utworem "Asleep in the Back", a druga z "Can't Stop" oraz 10-utoworej bez żadnego z tych dwóch utworów. Album ten był nominowany do nagrody Mercury Prize w 2001 r.
Pomimo że Asleep in the Back był pierwszym wydanym albumem, to nie był to pierwszym nagranym przez Elbow. Zespół nagrał materiał na swą pierwszą płytę w 1997 r., która jednak nie została wydana po tym jak wytwórnia Island Records zmieniła właściciela.
2 listopada 2009 wydana została wersja deluxe zawierająca 2 płyty CD i jedną DVD. Znalazły się tam niemal wszystkie utwory z EPki The Noisebox. Utwór "George Lassoes the Moon" został pominięty i zastąpiony wersją "live".

## Lista utworów

### Asleep in the Back
Autorem wszystkich tekstów jest Guy Garvey.
1. "Any Day Now" – 6:17
2. "Red" – 5:11
3. "Little Beast" – 4:15
4. "Powder Blue" – 4:31
5. "Bitten by the Tailfly" – 6:16
6. "Asleep in the Back" – 3:47
7. "Newborn" – 7:36
8. "Don't Mix Your Drinks" – 3:16
9. "Presuming Ed" – 5:26
10. "Coming Second" – 4:56
11. "Can't Stop" – 4:36
12. "Scattered Black and Whites" – 5:30

### Edycja Deluxe
- CD 1: Lista utworów taka sama jak w wersji 12-utworowej.
- CD 2:

1. "Powder Blue" – 4:37 Wersja z EP "The Noisebox"
2. "Red" – 3:31 Wersja z EP "The Noisebox"
3. "Theme from Munroe Kelly" – 5:47 Wersja z EP "The Noisebox"
4. "Can't Stop" – 4:21 Wersja z EP "The Noisebox"
5. "Bitten by the Tailfly" – 6:22 Live at the London Astoria"
6. "Coming Second" – 5:10 Live at the London Astoria"
7. "Don't Mix Your Drinks" – 3:46 Live at the London Astoria"
8. "Can't Stop" – 5:19 Live at the London Astoria"
9. "Scattered Black and Whites" – 6:27 Live at the London Astoria"
10. "George Lassoes the Moon" – 3:27 Live at the London Astoria"
11. "Newborn" – 2:59 Live Radio 1 Steve Lamacq Session"
12. "Don't Mix Your Drinks" – 2:13 Live Radio 1 Steve Lamacq Session"
13. "Red" – 4:57 Live Radio 1 Steve Lamacq Session"

- CD 3: "Asleep in the Back: The Movie" (reżyseria Soup Collective).

### Wersja winylowa 2 x 12
1. "Any Day Now" – 6:17
2. "Red" – 5:11
3. "Little Beast" – 4:15
4. "Powder Blue" – 4:31
5. "Bitten by the Tailfly" – 6:16
6. "Vum Garda" – 7:55
7. "Newborn" – 7:36
8. "Don't Mix Your Drinks" – 3:16
9. "Presuming Ed (Rest Easy)" – 5:26
10. "Coming Second" – 4:56
11. "Can't Stop" – 4:36
12. "Scattered Black and Whites" – 5:30

- Japońska wersja CD - lista utworów taka sama jak w wersji winylowej.

## Personel

### Elbow
- Guy Garvey,
- Mark Potter,
- Craig Potter,
- Pete Turner,
- Richard Jupp.

### Gościnnie
- The Elbow Choir – śpiew (9,10)
- Danny Evans – perkusja (1)
- Ben Hillier – perkusja (2), śpiew (10)
- Ian Burdge – wiolonczela (2), dyrektor muzyczny (6)
- Francoise Lemoignan – saksofon (4)
- Bob Sastri – instrumenty dęte blaszane (5), róg (6)
- Nick Coen – instrumenty dęte blaszane (5)
- Martin Field – fagot (6)
- Stuart King – klarnet (6), klarnet basowy (6)
- Matthew Gunner – róg (6)
- Jonathan Snowden – flet (6), flet altowy (6)
- Dominic Kelly – rożek angielski (6)